# Casa Museo Lluís Domènech i Montaner
La Casa Museo Lluís Domènech i Montaner, en Canet de Mar (provincia de Barcelona) es un espacio dedicado al estudio de la figura y la obra del arquitecto Lluís Domènech i Montaner. La Casa Museo está integrada por la casa Domènech, proyectada por el arquitecto con la colaboración de su hijo Pere Domènech y su yerno, Francesc Guàrdia, y la masía de can Rocosa, del siglo XVI, que pertenecía a la familia de María Roura, esposa del arquitecto, y que fue convertida por Domènech i Montaner en su taller-estudio. La Casa Museo, que está integrada en la Red de Museos Locales de la Diputación de Barcelona, fue inaugurada en 1998 y en septiembre de 2011, tras un periodo de reformas, estrenó un nuevo modelo museográfico con una importante presencia de las nuevas tecnologías audiovisuales.

## Domènech i Montaner y Canet de Mar
Pese a ser natural de Barcelona, la vida de Domènech i Montaner estuvo estrechamente vinculada a Canet de Mar gracias a su madre, Maria Montaner, y a su esposa, Maria Roura, ambas nacidas en esta población del Maresme; estos dos factores comportaron que el arquitecto pasara largas temporadas en el pueblo, especialmente en verano. En su despacho de la Masia Rocosa proyectó edificios como el Café Restaurante y el Hotel Internacional de la Exposición Universal de 1888, el Palacio de la Música Catalana, el Hospital de la Santa Cruz y San Pablo o la Universidad de Comillas, entre otros. Asimismo, construyó diversos edificios en Canet de Mar, como el Ateneo o la Casa Roura, y ejecutó la reforma del Castillo de Santa Florentina.

## Exposición
La Casa Museo Lluís Domènech i Montaner presenta el entorno vivido por el arquitecto en su residencia de Canet y en su taller de arquitectura. En la antigua Masía Rocosa se exhiben planos, dibujos y fotografías de época y actuales de algunos de los proyectos de Domènech i Montaner, y también algunas piezas emblemáticas, como los modelos escultóricos para los relieves de los dinteles de la casa Lleó Morera, la maqueta en sección de la sala de audiciones del Palacio de la Música Catalana o el mobiliario de su despacho de Barcelona, diseñado por el propio arquitecto. En la casa Domènech se conserva el mobiliario modernista original y se expone documentación de las actividades de Domènech en los ámbitos de las artes gráficas, la historia del arte, la arquitectura monumental y conmemorativa y su vinculación docente con la Escuela de Arquitectura de Barcelona. La Casa Museo también cuenta con un módulo multisensorial llamado "La Mirada Táctil", un espacio de interpretación táctil especialmente adaptado y diseñado para los visitantes que presenten algún tipo de dificultad visual, ceguera o movilidad reducida.

### Sala Forcano
Tras la reforma de 2011, la Casa Museo cuenta también con un espacio expositivo permanente dedicado al fotógrafo canetense Eugeni Forcano, quien cedió su obra a la Casa Museo y al Archivo Municipal por un periodo de diez años en régimen de comodato.
La colección de Forcano consta de 135 fotografías de distintos formatos, entre las que destaca la primera foto hecha por el autor en Canet en 1942.